# بی‌ای‌ئی سیستمز اپلاید
بی‌ای‌ئی سیستمز اپلاید (انگلیسی: BAE Systems Applied) شرکت فناوری اطلاعات بریتانیایی است، که در سال ۱۹۷۱ تأسیس شد.
بی‌ای‌ئی سیستمز اپلاید یک شرکت بین‌المللی فناوری دفاعی و امنیتی متعلق به بی‌ای‌ئی سیستمز است. آنها در ارائه راه‌حل‌های دیجیتالی که تصمیم‌گیری سریع و مبتنی بر داده را امکان‌پذیر می‌کنند، تخصص دارند. خدمات، راه‌حل‌ها و محصولات آنها مشتریانی را در حوزه‌های اجرای قانون، امنیت ملی، ادارات دولتی و شرکت‌های دولتی، زیرساخت‌های حیاتی ملی، مخابرات، ارتش و فضا پوشش می‌دهد.